# Четверухин, Сергей Александрович
Сергей Александрович Четверухин (12 января 1946, Москва, СССР) — советский фигурист, выступавший в одиночном разряде. Заслуженный мастер спорта СССР. Первый фигурист-одиночник СССР (вместе с Сергеем Волковым), который принял участие в зимних Олимпийских играх (1968, Гренобль). Первый советский фигурист — призёр Олимпийских игр (серебро — 1972, Саппоро, Япония), чемпионатов мира (бронза в 1971 году) и Европы (бронза в 1969 году). Долгое время работал тренером по фигурному катанию в Канаде.

## Карьера
Начал заниматься фигурным катанием довольно поздно, в 1955 году. Вместе со своим младшим братом Алексеем он пришёл на московский Стадион Юных пионеров. Тренировался у Татьяны Толмачёвой. Под её руководством он вошёл в состав сборной СССР в 1963 году и вышел на международный уровень, где дебютировал удачно, прежде всего, за счет хорошего исполнения школьных фигур.
С осени 1968 года Четверухин стал тренироваться у Станислава Алексеевича Жука. На Олимпийских играх в Гренобле занял 9-е место, неудачно исполнив двойной аксель и тройной сальхов. С 1967 по 1971 год пять раз подряд становился чемпионом СССР (ещё раз в 1973).
На международной арене остро соперничал с чехословацким фигуристом Ондреем Непелой (которого так и не смог победить, оставаясь вторым на чемпионатах Европы и мира) и французом Патриком Пера. На чемпионате мира в 1971 году впервые стал третьим, несмотря на 8-е место в произвольной программе с двумя падениями. На Олимпиаде-72 выиграл произвольную программу. На чемпионате мира в 1972 выступил очень стабильно, получил в произвольной программе две оценки 6,0, а в 1973 получил оценки 6,0 за короткую и за произвольную программы, в последней выиграв.
Многие специалисты были уверены, что, останься фигурист ещё на год, он бы выиграл континентальный и мировой чемпионаты, настолько высок был в то время его авторитет. Однако Сергей решил покинуть спорт, как он сам говорил: не хотел, чтобы о нём говорили, что он, наконец, дождался своего золота, когда закончили выступления все основные его соперники.

## Дальнейшая карьера
Завершив выступления в любительском спорте, занялся тренерской работой. Однако первый опыт, с Владимиром Ковалёвым, вышел неудачным. Перед этим некоторое время поработал солистом Московского балета на льду, с которым снялся в художественном телефильме «Летние гастроли» (1979).
В настоящее время Сергей Четверухин живёт и работает в Канаде, куда переехал в 1990 году по приглашению известного канадского фигуриста Дона Джаксона. Работал тренером в Монреале, сейчас работает в Торонто. Брат Сергея, Алексей Четверухин, эмигрировал в Канаду спустя год после Сергея, до 2008 года тренировал канадскую сборную юниоров, а затем вернулся в Россию.

## Награды
- орден «Знак Почёта» (03.03.1972)

## Спортивные достижения
| Спортивные достижения           | 1962-63 | 1963-64 | 1964-65 | 1965-66 | 1966-67 | 1967-68 | 1968-69 | 1969-70 | 1970-71 | 1971-72 | 1972-73 |
| ------------------------------- | ------- | ------- | ------- | ------- | ------- | ------- | ------- | ------- | ------- | ------- | ------- |
| Зимние Олимпийские игры         |         |         |         |         |         | 9       |         |         |         | 2       |         |
| Чемпионаты мира                 |         |         | 17      |         | 13      | 9       | 8       | 6       | 3       | 2       | 2       |
| Чемпионаты Европы               |         |         | 10      | 12      | 5       | 5       | 3       | 4       | 2       | 2       | 2       |
| Чемпионаты СССР                 | 5       | 2       | 3       | 2       | 1       | 1       | 1       | 1       | 1       |         | 1       |
| Зимние Универсиады              |         |         |         | 2       |         |         |         | 2       |         |         |         |
| Зимняя спартакиада народов СССР |         |         |         | 2       |         |         |         |         |         |         |         |